# سونجمان

مراكز لاعبي كرة السلة في المنطقة الهجومية: 1. لاعب هجوم خلفي 2. مدافع مسدد الهدف 3. لاعب هجوم صغير الجسم 4. لاعب الهجوم قوي الجسم 5. لاعب الوسط

لاعب سونجمان (بالإنجليزية: Guard-forward / Swingman / Wing)‏ هو رياضي قادر على لعب مراكز مختلفة في رياضته.

## قائمة أهم لاعبي المركز

### رجال
- بول جورج
- كلاي تومسون
- ديمار ديروزان
- جيمي بتلر
- أندرو ويغينز
- فينس كارتر
- ليبرون جيمس
- كايل كورفر
- كوبي براينت
- كلايد دريكسلر
- جورج غرفين
- تريسي مكجرادي

### نساء
- كاتي لو سامولسون
- ألانا بيرد

## كتب
- The Basketball Handbook (pg 14) (2004). Lee H. Rose (ردمك 0-7360-4906-1).

## وصلات خارجية
- لاعبو كرة السلة على موقع أكاديمية بي بي سي للرياضة

- كيف تعمل رياضة كرة السلة على موقع HowStuffWorks.com